# Acron
Acron PAO (ros. Акрон) – rosyjski koncern składający się z kilku podmiotów, działający w przemyśle chemicznym, mający swą siedzibę w Nowogrodzie Wielkim.
Przedsiębiorstwo zostało założone w 1961 roku, jest jednym z wiodących producentów nawozów mineralnych na świecie. Przedsiębiorstwo posiada udziały w spółkach branży chemicznej w kilku krajach świata, m.in. w Kanadzie.
W Polsce za pośrednictwem zależnego od siebie holdingu  Norica Holding koncern jest w posiadaniu około 20 procent udziałów w Grupie Azoty S.A. W 2012 roku grupa Acron oskarżana była o próbę „wrogiego przejęcia” spółki Azoty Tarnów należącej do Grupy Azoty, poprzez przejęcie w niej pakietu kontrolnego akcji.

## Sankcje wobec koncernu
Ponieważ podmiot jest kontrolowany przez Wiaczesława Mosze Kantora, objętego od 2018 sankcjami rządu Wielka Brytania|Wielkiej Brytanii oraz od 8 kwietnia 2022 również sankcjami UE – został wpisany na listę sankcyjną Rządu RP z uzasadnieniem: "Podmiot o znaczeniu strategicznym dla rządu rosyjskiego, w związku z czym generuje korzyści i umożliwia wsparcie rządu Federacji Rosyjskiej, którego działania destabilizują lub podważają integralność terytorialną, suwerenność i niezależność Ukrainy. Istnieje ciągłe zagrożenie koordynacji działań W.M. Kantora z rządem rosyjskim. PAO Acron jest podmiotem dominującym w Grupie ACRON, notowanym na giełdzie papierów wartościowych w Moskwie. Według dostępnych danych grupa jest płatnikiem należności publicznoprawnych w Federacji Rosyjskiej."